# Rechtshängigkeit
Die Rechtshängigkeit oder auch Litispendenz bezeichnet im Prozessrecht einen bestimmten prozessualen Zustand eines Rechtsverhältnisses. Der Beginn und die Folgen der Rechtshängigkeit unterscheiden sich in den verschiedenen Rechtsgebieten.

## Rechtslage in Deutschland

### Strafrecht
Im Strafrecht beginnt die Rechtshängigkeit erst mit der Zulassung der Anklage durch den Eröffnungsbeschluss (§ 207 Abs. 1 StPO) bzw. bei anderen Verfahrensarten mit dem Ereignis, das der Zulassung der Anklage entspricht, nicht schon mit dem Einreichen der Anklageschrift, weil erst ab diesem Zeitpunkt die öffentliche Klage nicht mehr von der Staatsanwaltschaft zurückgenommen werden kann (§ 156 StPO).
Die Wirkung der Rechtshängigkeit ist, dass die Staatsanwaltschaft die Dispositionsbefugnis über den Verfahrensgegenstand verliert. Es entsteht ein Verfahrenshindernis für die Verfolgung der Tat (im Sinne des prozessualen Tatbegriffs) in einem anderen Verfahren.

### Zivilrecht
Im Zivilprozessrecht beginnt die Rechtshängigkeit mit Zustellung der Klage an den Beklagten. Sie ist in § 261 ZPO geregelt. Die Rechtshängigkeit ist abzugrenzen von der Anhängigkeit, die schon mit Eingang der Klage bei Gericht eintritt.
Prozessual bewirkt die Rechtshängigkeit, dass der streitgegenständliche Anspruch bei keinem anderen Gericht mehr geltend gemacht werden kann und die einmal begründete Zuständigkeit des Gerichts durch nachträgliche Veränderungen (zum Beispiel: Beklagter verlegt seinen Wohnsitz) nicht berührt wird (Grundsatz der perpetuatio fori). Die Rechtshängigkeit hat materiell-rechtlich Bedeutung für Nebenansprüche (insbesondere Zinsen) und die Verjährung bzw. Hemmung von Ansprüchen. Früher war die Rechtshängigkeit die einzige Möglichkeit, den Lauf der Verjährungsfrist zu unterbrechen.
Erst ab Rechtshängigkeit besteht zwischen den Parteien ein sogenanntes Prozessrechtsverhältnis; erst ab diesem Zeitpunkt kann überhaupt eine Entscheidung durch das Gericht ergehen.
Die Rechtshängigkeit endet mit der formell rechtskräftigen Entscheidung, bei Klagerücknahme (§ 269 ZPO) oder mit einer beiderseitigen Erledigungserklärung (§ 91a ZPO).

### Verwaltungsrecht
Im Unterschied zur ZPO beginnt die Rechtshängigkeit im Verwaltungsprozess durch die Erhebung der Klage bei dem Gericht (§ 90 Abs. 1 VwGO). Anders als im Zivilprozess bedarf es einer Zustellung an den Beklagten zur „Erhebung“ der Klage in diesem Sinne nicht.

### Sozialrecht
Wie im Verwaltungsrecht beginnt im Sozialrecht die Rechtshängigkeit ebenfalls mit der Erhebung der Klage (§ 94 SGG). In Verfahren nach dem Siebzehnten Titel des GVG, wegen eines überlangen Gerichtsverfahrens, wird die Streitsache erst mit Zustellung der Klage an den Beklagten rechtshängig.

## Rechtslage in Österreich
In der österreichischen Rechtsordnung ist die Rechtshängigkeit für das Zivilverfahrensrecht in § 232 ZPO geregelt. Das Gesetz nennt dies auch die Streitanhängigkeit; sie wird durch Zustellung der Klage begründet.

## Rechtslage in der Schweiz
In der Schweiz ist der Eintritt der Rechtshängigkeit in Art. 62 Zivilprozessordnung geregelt.
Weiter sieht etwa Art. 9 Abs. 2 des Bundesgesetzes über das Internationale Privatrecht (IPRG) eine einheitliche Regelung vor.